# Franc Ksaver Zajec
France Zajec, slovenski slikar in kipar, * 4. december 1821, Sovodenj, † 8. februar 1888, Ljubljana.
Zajec se je od leta 1843 do 1847 učil pri podobarju Luki Čeferinu v Idrji. Zajec velja za prvega slovenskega »podobarja«, ki ga je sprejela dunajska (1847 do 1848) in münchenska (1851 do 1852) akademija. Kljub tej izobrazbi je na Slovenskem ostal skoraj neznan, ustvarjal pa je v klasicističnem in realističnem slogu. Od leta 1854 dalje je živel v Ljubljani. Pri njem sta se med drugimi učila tudi njegova sinova Franc Ignac in Ivan Zajec. Leta 1880 je poskušal ustanoviti prvo slovensko kiparsko šolo. Zajec je bil prvi in do poznih osemdesetih let 19. stoletja edini slovenski akademsko šolani kipar.
Med njegova najbolj znana dela sodi portret škofa Wolfa na zunanjosti ljubljanske stolnice sv. Nikolaja pa sv. Mohorja in Fortunata. Poleg tega je znan tudi njegov kip Antona Martina Slomška v mariborski stolnici. Izdelal je še podobo Franceta Prešerna. Odlitek njegovega kipa so postavili v Vrbi.
1. 1 2 3 4  Slovenska biografija — Znanstvenoraziskovalni center Slovenske akademije znanosti in umetnosti. — ISSN 2350-5370